# Câmara de sussuro
Uma câmara de sussurros (galerias de sussurro) geralmente é um recinto circular, esférico, elíptico ou elipsoide, possivelmente abaixo de uma cúpula, onde sussurros podem ser ouvidos em outras partes da câmara. Estas câmaras podem ser compostas dois pratos parabólicos. Algumas vezes o fenômeno pode ser ouvido em cavernas.

## Teoria
As galerias podem ser construídas delimitadas por uma parede circular e permitindo a comunicação sussurrada de qualquer parte da circunferência interna para outras partes da galeria. O som é carregado por ondas sonoras, conhecidas como ondas de galeria sussurrante, que viajam perto da parede envolta da circunferência, foi o efeito descoberto na galeria sussurrante na Catedral de São Paulo em Londres. Outros exemplos históricos são o mausóleo Gol Gumbaz na Índia, o Muro do Eco no Templo do Céu na China.

## Exemplos
- Catedral de Brasília, Brasil